# Fokker E.III

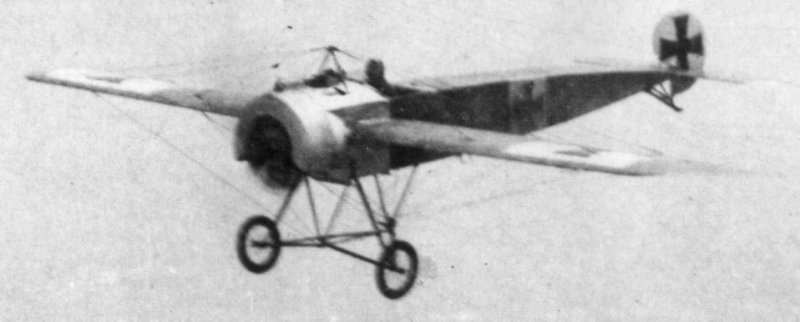
Chiếc E.III 210/16 bị tịch thu trong chuyến bay tại Upavon, Wiltshire năm 1916.

Fokker E.III là biến thể chính của loại máy bay tiêm kích Eindecker trong Chiến tranh thế giới I.

## Quốc gia sử dụng
Austria-Hungary
- Kaiserliche und Königliche Luftfahrtruppen
- Kaiserliche und Königliche Kriegsmarine

 Bulgaria
- Không quân Bulgary

 German Empire
- Luftstreitkräfte
- Kaiserliche Marine

 Ottoman Empire

## Tính năng kỹ chiến thuật (E.III)
Dữ liệu lấy từ German Aircraft of the First World War
Đặc tính tổng quan
- Kíp lái: 1
- Chiều dài: 7,2 m (23 ft 7 in)
- Sải cánh: 9,52 m (31 ft 3 in)
- Chiều cao: 2,4 m (7 ft 10 in)
- Diện tích cánh: 16 m2 (170 foot vuông)
- Trọng lượng rỗng: 399 kg (880 lb)
- Trọng lượng có tải: 610 kg (1.345 lb)
- Động cơ: 1 × Oberursel U.I , 75 kW (100 hp)

Hiệu suất bay
- Vận tốc cực đại: 140 km/h (87 mph; 76 kn)
- Thời gian bay: 1.5 hours
- Trần bay: 3.600 m (11.810 ft)
- Vận tốc lên cao: 3,333 m/s (656,1 ft/min)
- Thời gian lên độ cao: 

  - 1,000 m (3 ft) trong 5 phút
  - 3,000 m (10 ft) trong 30 phút

Vũ khí trang bị

- Súng: 1 × súng máy LMG 08/15 7,92 mm (0.312 in)